# Língua kereque
Kereque é uma língua extinta da Rússia, pertencente ao ramo Norte das Línguas chukotko-kamchatkanas. Em termos linguístico-históricos seria mais aproximada à língua koriak, uma vez que ambas tem superposições diferenciais fonéticas proto-chuktotianas /*ð/ e /*r/ com /*j/. A aparentada mais próxima é a língua chukchi no aspecto de /*ð/ e /*r/ sobrepostos, mas não /*j/.
Registos de 1997 evidenciam os dois últimos dois falantes. Durante o século XX, muitos kereques passaram a utilizar a língua chukchi, a língua da maioria étnica da região. Atualmente a maioria chikchis falam somente o russo.